# Удружење жена „Сноп” Гучево (Рогатица)
Удружење жена „Сноп” Гучево, Рогатица је невладино, нестраначко и непрофитно удружење чији је циљ повезивање, едукација, размјена информација и унапређење положаја жена, првенствено у руралним срединама, као и унапређење пољопривредне производње.
Удружење жена „Сноп” је организација која окупља жене и дјевојке из рурлних подручја у различитим волонтерским и активистичким иницијативма и пројектима свих врста оснаживања жена у БиХ.

## Структура Удружења
Према званичном статуту Удружења жена „Сноп”, структуру организације чине сљедећи субјекти:
- Скупштина Удружења
- Управни одбор
- Предсједница

## Програмски профил
Удружење жена „Сноп” дјелује на просотору цијеле БиХ али фокусирано је на подручја општина Рогатица, Соколац, Хан Пијесак и Вишеград,  са фокусом на јачање права и економско оснаживање жена у овој регији.
Своје услуге Удружење жена „Сноп” пружа не само чланицама (кроз различите врсте едукације, организовање продајних сајмова за продају рукотворина које су израдиле чланице)већ и кроз покретање и имплементацију различитих иницијатива и пројеката економског оснаживања спољним корисницама у регији у којој дјелују. 
Своје програмске циљеве Удружење жена „Сноп” реализује кроз:
1. Имплементацију пројеката за економско јачање жена
2. Имплементацију програма за жене
3. Учествовање у креирању јавних политика са фокусом на жене

## Мисија
Унапређење положаја и квлитета живота жена у руралним подручјима, кроз економску подршку, подизање свијсти о правима и могучностима, те учествовање у креирању јавних политика и стратегија битних за локалну заједницу, кроз различите пројекте и иницијативе.

## Визија
БиХ као земља једнаких могућности и равноправности, у којој жена, посебно у руралним срединама, економски, социјално и психолошки оснажена, равноправно учествује у креирању јавних политика, развојних стратегија и свим осталим друштвеним процесима.

## Вриједности
- Посвећеност
- Иновативност
- Професионалност
- Одговорнност
- Кредибилитет

## Реализовани пројекти
- „Управљање пројектним циклусом”- Обуку прошло 20 жена.Пројекат подржан од стране Министарства породице, омладине и спорта Републике Српске.[2]
- „Повратимо живот селу”-Реконструисане и приведне намјени просторије сеоске подручне школе за потребе рада удружења и савјета мјесне заједнице. Пројекат финансиран од стране МОЗАИК Фондације
- „Вода живот значи”—Изграђен водовод за подручну школу Подгај и уређено изовриште „Вољевац”. Пројекат финансиран од стране МОЗАИК Фондације.
- „Пластеничка производња поврћа”—Набављено 6 пластеника површине 100м2. Пројекат финансиран од стране Министарства пољопривреде шумарства и водопривреде Републике Српске.
- „Интегрална производња поврћа”—Набављено 8 пластеника површине 100м2. Пројекат финансиран од стране Министарства пољопривреде, шумарства и водопривреде
- „Информатичко-едукативни центар за жене и дјевојке на селу”—Набављена инфорамтичка опрема, организован курс информатике за дјецу у мз Гучево, покренуте радне и креативне радионице за жене и набављено 30 наслова књига за подручну школу Подгај
- „Економско оснаживање жена као вид руралног развоја локалних заједница”— Обуку за израду филца и предмета од филца, технику декупажа, плетења и веза прошло 120 жена са подручја општина Соколац и Рогатица.[3]
- „Локални гендер механизми у функцији економског оснаживања жена”.—У партнерству са Општином Рогатица израђен Акциони план за равноправностполова општине Рогатица за период 2015-2017. -ФИГАП програм. [4]
- „Економско оснаживање жена на подручју општине Рогатица”—За писање бизнис плана обучено 19 жена, подијљено 5 грантова у вриједности 3000,00 КМ.[5] [6]
- „Локална партнерства у служби заштите жена жртава породичног насиља”—Потписан протокол о сарадњи и поступању у случајевима насиља са субјектима заштите на подручју општине Рогатица.[7]
- „Производња етеричног уља”.-Набављен дестилатор капацитета 350л[8]

## Остале активности
- Представници удружења укључени у израду Стратегије развоја Општине Рогатица за период 2018—2019.
- Дат допринос обиљежавању локалних манифестација(Регионална пољопривредна изложба и сајам, Илиндански сабор, Преображењски дани )
- Успостављена сарадња са Амбасадом Руске Федерације у БиХ на пољу организовања културних манифестација на локалном нивоу.[9]
- Обиљежавање 15. октобра Међународног дана жена на селу[10] [11]